# FAM49B
FAM49B (англ. Family with sequence similarity 49 member B) – білок, який кодується однойменним геном, розташованим у людей на 8-й хромосомі. Довжина поліпептидного ланцюга білка становить 324 амінокислот, а молекулярна маса — 36 748.
| 10         |  | 20         |  | 30         |  | 40         |  | 50         |
| ---------- |  | ---------- |  | ---------- |  | ---------- |  | ---------- |
| MGNLLKVLTC |  | TDLEQGPNFF |  | LDFENAQPTE |  | SEKEIYNQVN |  | VVLKDAEGIL |
| EDLQSYRGAG |  | HEIREAIQHP |  | ADEKLQEKAW |  | GAVVPLVGKL |  | KKFYEFSQRL |
| EAALRGLLGA |  | LTSTPYSPTQ |  | HLEREQALAK |  | QFAEILHFTL |  | RFDELKMTNP |
| AIQNDFSYYR |  | RTLSRMRINN |  | VPAEGENEVN |  | NELANRMSLF |  | YAEATPMLKT |
| LSDATTKFVS |  | ENKNLPIENT |  | TDCLSTMASV |  | CRVMLETPEY |  | RSRFTNEETV |
| SFCLRVMVGV |  | IILYDHVHPV |  | GAFAKTSKID |  | MKGCIKVLKD |  | QPPNSVEGLL |
| NALRYTTKHL |  | NDETTSKQIK |  | SMLQ       |  |            |  |            |

A: Аланін

C: Цистеїн

D: Аспарагінова кислота

E: Глутамінова кислота

F: Фенілаланін

G: Гліцин

H: Гістидин

I: Ізолейцин

K: Лізин

L: Лейцин

M: Метіонін

N: Аспарагін

P: Пролін

Q: Глутамін

R: Аргінін

S: Серин

T: Треонін

V: Валін

W: Триптофан

Кодований геном білок за функцією належить до ліпопротеїнів. 
Задіяний у такому біологічному процесі, як альтернативний сплайсинг. 
Локалізований у мембрані.